# Estado excitado

Depois de absorver energia, um elétron pode saltar do estado fundamental para um estado excitado de energia mais elevada.

Estado excitado. relacionado com o termo excitação, no campo da mecânica quântica, quando referindo-se a elétrons e seus orbitais nos átomos, é uma elevação no nível de energia acima de um estado energético arbitrário basal. Na física existe uma definição técnica específica para nível de energia que é frequentemente associada com um átomo sendo excitado para um estado excitado.